# Comunidade da Comissão de Cristo
A Comunidade da Comissão de Cristo (em inglês:   Christ's Commission Fellowship) é uma megaigreja cristã, evangélica não denominacional situada em Pasig, Filipinas e uma união de igrejas.  O pastor sênior é Peter Tan-Chi.

## História
A igreja começou em 1982 por um grupo de estudos bíblicos com 3 casais e o pastor Peter Tan-Chi. Em 1984, a igreja foi oficialmente fundada e ofereceu seu primeiro serviço com 40 pessoas no Asian Institute of Management no Makati. De 1990 a 1994, devido ao seu crescimento, a igreja mantém seus serviços no Valle Verde Country Club no Pasig. Em 1997, ela abriu instalações na St-Francis Square, no shopping. Em 2013, a igreja tem 40.000 pessoas, igrejas em 38 países e inaugura um prédio com um auditório para 10.000 pessoas. Em 2016, a igreja foi escolhida pelo Dangerous Drugs Board (uma agência governamental nas Filipinas) para oferecer um programa de reabilitação para viciados em drogas. Em 2018, a igreja tem 60.000 pessoas.